# 새뮤얼 골드윈
새뮤얼 골드윈(Samuel Goldwyn, 1879년 8월 17일 ~ 1974년 1월 31일)은 아카데미상과 골든 글로브상을 수상한 미국의 영화 제작자이며 또한 잘 알려진 할리우드의 영화 제작자이자 몇몇의 영화 스튜디오의 창립 공헌자였다.
그는 2개의 가장 큰 할리우드 스튜디오들 - 패러마운트 픽처스와 메트로 골드윈 메이어의 형성에서 도구적인 역할을 가졌다. 후에 소사이어티의 오브 인디펜덴트 모션 픽처 프로듀서스 (SIMPP)의 일원으로서 그는 큰 스튜디오들을 도전할 독립적인 자들을 위한 모델이 된 제작사를 형성하였다.
3개의 10년간 세월들보다 더 많이 골드윈은 《애로스미스》 (1931), 《공작 부인》 (1936), 《데드 엔드》 (1937), 《폭풍의 언덕》 (1939), 《작은 여우들》 (1941)과 《야구왕 루 게릭》 (1942)을 위하여 오스카 상 최고 작품상의 후보 지명을 받았다. 1946년 골드윈의 《우리 생애 최고의 해》는 최고 작품상을 위하여 아카데미상을 수상하는 데 첫 히트였다.
골드윈은 몇몇의 가까운 친구들과 자신을 어쩌다 조잡한 매너와 폭발성 성질을 높은 무자비한 비지니스맨으로 기억된다. 그럼에 불구하고 그는 4개의 10년간 세월들보다 더 많이 미국인의 이상을 구현한 품질의 영화들을 지속적으로 창조한 영화 천재로서 세계적으로 알려졌다.

## 생애

### 어린 시절
슈무엘 겔브피시(이디시어: שמואל גלבפֿיש)란 본명으로 당시 러시아 제국의 지배 아래 폴란드 입헌왕국의 바르샤바에서 유대인 가족에게 태어났다. 6명의 자식들 중 장남인 그는 자신의 부친이 사망할 때 15세의 나이에 바르샤바를 떠났다. 그는 유럽을 가로지르는 여행에 집을 떠났다. 잉글랜드 버밍엄으로 자신의 길을 만든 그는 영어식 이름 "새뮤얼 골드피시"를 이용하여 몇년간 친척들과 남아있었다. 1898년 그는 미국으로 이민을 떠났으나 입국 거부에 두려워 1899년 1월 뉴욕으로 이주하기 전에 캐나다 노바스코샤주에 배에서 내렸다. 그는 부산스러운 외피 비지니스에서 뉴욕주 상부의 글러버스빌에서 직업을 찾았다. 곧 그의 타고난 시장 거래 기능은 그를 매우 성공적인 판매원으로 만들었다. 4년 후, 판매를 위한 부회장으로서 그는 뉴욕으로 돌아왔다.

### 파라마운트 픽처스
골드윈은 1902년 미국 시민이 되었다. 당시 자라나는 영화 산업이 재빠르게 확장되고 있었고, 자신의 여가 시간에 기뻐서 어쩔 줄 모른 골드윈은 가능한 만큼 많은 영화들을 보러 갔다. 오래지 않아 그는 당시 자신의 처남인 보드빌 상연자 제시 L. 래스키와 극장 소유자 아돌프 주커와 비지니스로 들어갔다. 그들은 제시 L. 래스키 기능 놀이 회사를 형성하였고, 야망적인 젊은 영화 감독 세실 B. 드밀을 이용하여 자신들의 첫 영화 《스쿼 맨》을 제작하였다.
드밀이 영화를 만드는 책임에 있고, 래스키가 제작자를 지내면서 새뮤얼 골드피시는 마케팅에 책임을 지었다. 그가 전혀 스크린의 신용을 받지 않았어도 그의 파트너들은 시행의 뒤에 비지니스의 위대한 재능으로 지내오면서 그에게 신용하였다. 회사의 성공은 아돌프 주커의 페이머스 플레이어스 영화사와 합병을 일으켰다.
한번 페이머스 플레이어스-래스키는 골드피시를 영화들에 제작과 회사의 경영에서 더욱 위대한 역할을 하는 것을 창조하였다. 1916년 합병의 몇달 안에 그는 자신의 새로운 파트너 주커, 처남 래스키와 스튜디오의 대스타 메리 픽퍼드를 양도하는 데 관리하였다. 결과로서 그는 사임하여 9십만 달러를 위하여 자신의 7천 5백 달러의 시초적 투자를 팔았다. 후에 페이머스 플레이어스-래스키는 파라마운트 픽처스로 진화하였다.

### 메트로 골드윈 메이어

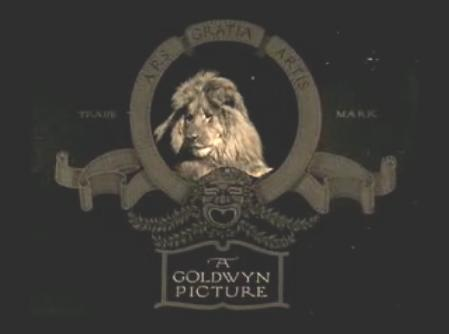
메트로 골드윈 메이어를 위한 오리지널 "레오 더 라이언" 로고

1916년 새뮤얼 골드윈은 브로드웨이의 프로듀서들 에드거와 아치볼드 셀윈과 파트너를 맺어 그들의 영화를 만드는 기업을 골드윈 픽처스 컴퍼니로 부르는 데 둘다의 이름들의 결합을 이용하였다. 기회를 본 골드윈은 1918년 골드피시에서 법적으로 바꾼 자신의 성을 가졌다. 골드윈 컴퍼니는 자신들의 "레오 더 라이언" 트레이드마크가 산업 아이콘이 되면서 적당히 성공을 증명하였다. 결국적으로 회사는 마커스 로우와 그의 메트로 픽처스에 의하여 취득되었으나 그때까지 골드윈은 이미 자신의 파트너들에 의하여 강제로 나와 메트로 골드윈 메이어가 된 새로운 스튜디오의 일부가 전혀 아니었다.

### 새뮤얼 골드윈 스튜디오
골드윈 픽처스로부터 자신의 이탈 후, 그는 새뮤얼 골드윈 잉크를 설립하여 결국적으로 웨스트할리우드에 샌타모니카 불버드에 새뮤얼 골드윈 스튜디오를 개장하였다. 35년 동안 골드윈은 재능에 대한 눈과 함께 영화 제작자로서 평판을 쌓았다. 그는 자신의 많은 제작들을 위하여 배우 게리 쿠퍼를 발견하고 영화 감독 윌리엄 와일러를 이용하였으며 벤 헥트, 시드니 하워드와 릴리언 헬먼 같은 각본가들을 기용하였다. 3개의 10년간 세월 이상에 골드윈은 다수의 성공적인 영화들을 만들었고, 《애로스미스》 (1931), 《공작 부인》 (1936), 《데드 엔드》 (1937), 《폭풍의 언덕》 (1939), 《작은 여우들》 (1941)과 《야구왕 루 게릭》 (1942)을 위하여 오스카 상의 최고 작품상 후보 지명들을 받았다. 골드윈의 몇몇의 영화들에서 주연 배우들도 또한 자신들의 상연들로 오스카 상 후보 지명을 받기도 하였다.
1930년대를 통하여 골드윈은 유나이티드 아티스츠를 통하여 자신의 영화들을 전부 개봉하였으나 1941년에 시작하여 자신의 경력의 말기를 통하여 거의 지속한 골드윈은 RKO 픽처스를 통하여 자신의 영화들을 개봉하였다.
그의 성공은 스토리텔링이 성공적 영화에서 특이한 요소였다는 믿음에 근거를 두었다. 그것을 따른 데이비드 O. 셀즈닉, 월터 와그너와 월트 디즈니를 포함한 많은 독립자들이 골드윈의 모델 후에 자신들의 비지니스를 운영하였다. 그것은 단 하나의 창조적 프로듀서, 한해에 몇개 만의 영화들, A 클래스 제작들의 전부에 의하여 감시된 작은 일단들을 의미한다. 큰 범위로 이것은 할리우드 역사상 대부분의 최고 독립적 제작사들에 의하여 따라진 성공을 위한 모델을 남겼다.

### SIMPP

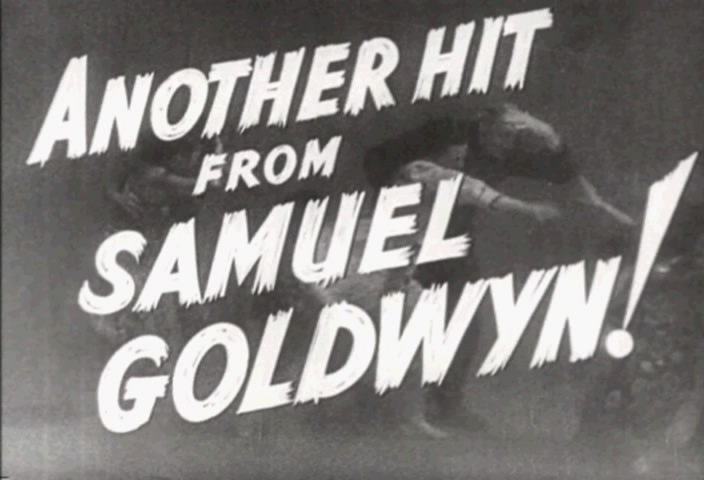
영화 《더 허리케인》을 위한 트레일러

소사이어티 오브 인디펜던트 모션 픽처 프로듀서스 (SIMPP)는 미국 정부와 1930년대 후반에 산업을 개발한 큰 할리우드 스튜디오들 사이에 위대한 반독점 전투에 그 근거들을 가졌다. 독립적인 프로듀서들의 대부분이 빅에이트 스튜디오들을 통하여 자신들의 영화들을 분배하였어도 독립자들은 스튜디오의 전매권들을 반대하였고, 주요 스튜디오들에 공격에서 미국 법무부의 편에 가입하였다. 독립적 프로듀서들은 집합적으로 스튜디오들을 싸운 데 함께 가입하였고, 큰 비지니스에 의하여 지배된 산업에서 독립을 위한 장소를 안정시키는 데 SIMPP를 이용하였다.
정부가 일시적으로 1940년 독점 금지 소송을 취소했을 때 독립자들은 함께 가입하는 데 결정하였다. 할리우드에서 독립적 프로듀서들의 통일은 정부의 동의령이 효력을 발휘할 때 1940년 이래 몇번이나 소문이 났다. 아무 현저한 프로듀서들이 자신들의 동업 조직을 결성하는 데 자신들의 계획들에 관하여 의문될 때마다 그들은 결연이 토의 중이었다는 것만을 인정하였다. SIMPP는 1941년을 통하여 비밀을 유지하였다.
골드윈과 더불어 창립 회원들은 월트 디즈니, 메리 픽퍼드, 데이비드 O. 셀즈닉, 월터 와그너, 알렉산더 코다와 찰리 채플린이었다.

### 오스카 상
1946년 그는 어빙 G. 솔버그 기념상과 함께 영화 예술 과학 아카데미와 명예를 얻은 해에 머나 로이, 프레드릭 마치, 테리사 라이트와 데이나 앤드루스 주연의 골드윈의 드라마 《우리 생애 최고의 해》가 오스카 상의 최고 작품상을 수상하였다.
30년의 기간에 그의 제작량에서 단 하나의 잠시 중단과 함께 골드윈은 자신의 마지막 RKO 개봉자과 SIMPP의 회원으로서 자신의 최종 제작이 된 자신의 78번째 영화 《한스 크리스티안 안데르센》 (1952)을 개봉하였다.
1950년대에 그는 또한 말론 브랜도, 진 시몬스, 프랭크 시나트라와 비비안 블레인 주연의 1955년 히트작 《아가씨와 건달들》을 포함한 다수의 뮤지컬 영화를 만들었다. 이것은 골드윈이 여태까지 메트로 골드윈 메이어를 통하여 개봉한 단 하나의 독립적 영화였다. 2년 후, 1957년 그는 인도주의의 경우들로 자신의 뛰어난 공헌들로 진 허숄트 인도주의상이 수여되었다.

## 최종의 세월
자신의 최종 영화에서 82세의 골드윈은 7백만 달러의 뮤지컬 영화 《포기와 베스》 (1959)를 반들어 조지 거슈윈의 오페라의 영화 연주에서 시드니 푸아티에, 도로시 댄드릿지, 새미 데이비스 주니어와 펄 베일리 같은 아프리카계 미국인 배우들을 함께 데려왔다. 컬럼비아 픽처스에 의하여 개봉된 영화는 3개의 오스카 상을 위하여 후보 지명을 받아 하나를 타고 또한 최고 영화 뮤지컬/코미디를 위한 골든 글로브상을 수상하기도 하였다.
골드윈은 1969년 뇌졸중으로 쇠약하게 된 후 휠체어에 머물렀다. 그는 1974년 1월 31일 자연적인 원인으로 로스앤젤레스 저택에서 사망하였다. 그는 캘리포니아주 글렌데일에 있는 포리스트 론 메모리얼 파크에 안치되었다.
1973년 그는 영화에서 평생 성취로 인하여 세실 B. 드밀 상과 함께 명예를 얻었다.

## 가족
골드윈은 1910년부터 1915년까지 블랜치 래스키에게 결혼되었다. 1925년 그는 자신의 일생의 나머지를 위하여 자신과 남았던 여배우 프랜시스 하워드에게 결혼하였다. 그들의 아들 새뮤얼 골드윈 주니어는 결국적으로 자신의 부친의 비지니스에 가입하려고 하였다.
새뮤얼 골드윈의 손자들은 맨해튼 토이 컴퍼니의 창립자이자 쿼럼 어소시에이트 LLC의 관리 회원 프랜시스 골드윈, 배우 토니 골드윈과 영화 프로듀서 존 골드윈을 포함한다. 그의 손녀 캐서린 골드윈은 로스앤젤레스 전체에 대중 음악을 가르치는 비영리 단체 사운드 아트를 창조하였다. 그의 다른 손녀 리즈 골드윈은 2006년 10월 하퍼콜린스에 의하여 출판된 그녀의 책 "〈예쁜 것들 - 미국의 벌레스크 여왕들의 마지막 세대〉"에 벌레스크의 전성기로부터 여왕들과 인터뷰들을 나타낸 HBO 영화 《예쁜 것들》을 만들었다.

## 유산
1980년대에 새뮤얼 골드윈 스튜디오는 워너 브라더스에게 팔렸다. 거기에는 베벌리힐스에 그의 이름을 딴 영화관이 있고, 바인 스트리트 1631 번지에 있는 할리우드 명예의 거리에 그의 스타가 있다.
골드윈은 정규 교육을 부족히 한 무자비한 비지니스맨과 몇몇의 가까운 친구들과 그를 놔둔 폭발성 성질에 추가된 그의 어쩌다 조잡한 매러로서 기억되었다. 그럼에 불구하고, 그는 품질을 믿고 살아남은 단 하나가 아닌 영화 천재였으나 극단적으로 경쟁적 비지니스에 제안하였다. 자신의 전 파트너이자 주요한 라이벌 루이스 B. 메이어의 사망에 골드윈은 "그의 장례식에 너무 많은 사람들이 참석한 이유는 그들이 그가 사망한 것을 확인하는 것을 원했던 것이다."라고 말하였다.
그가 사망한지 몇년 후에 그의 아들 새뮤얼 골드윈 주니어가 골드윈의 야망과 업적의 청렴을 보존하는 데 봉납된 독립적인 영화와 텔레비전 분배를 시작하였다. 고전적 골드윈 도서관으로 권리들은 현재 메트로 골드윈 메이어에 의하여 보유되었다.

### 새뮤얼 골드윈 재단
새뮤얼 골드윈의 유언은 자신의 이름에 수백만 달러의 자선 재단을 창조하였다. 다른 역행들 중에 새뮤얼 골드윈 재단은 프랜시스 하워드 골드윈 헐리우드 지방 도서관을 위한 건설 기금들을 마련한 새뮤얼 골드윈 각본상을 적립하고, 영화 & 텔레비전 컨트리 하우스와 병원을 위한 지속적인 자금 조달을 마련한다.

### 새뮤얼 골드윈 극장
새뮤얼 골드윈 극장은 캘리포니아주 베벌리힐스 윌샤이어 불버드 8949 번지에 있는 영화 예술 과학 아카데미에 위치하였다. 세계 수준의 극장은 최첨단 프로젝션 장비와 사운드 시스템과 함께 최대의 기술적 정확성에 영화들을 상연하는 데 디자인 되었다. 극장의 1,012개의 좌석들은 음향 품질, 시선과 낙의 관점에서 이상인 영화를 보는 환경을 창조하는 데 특별히 디자인 되어 놓였다.

### 대통령 자유 훈장
골드윈은 1971년 3월 27일 리처드 닉슨 대통령에 의하여 대통령 자유 훈장이 수여되었다.